# Aubrey Bledsoe
Aubrey Bledsoe is een Amerikaans voetbalspeelster. Ze speelt als doelverdediger voor Washington Spirit in de Amerikaanse NWSL.
Bledsoe speelde voor Wake Forest University in North Carolina van 2010 tot 2013 in het universiteitsteam. Met de Los Angeles Blues won ze in 2014 het kampioenschap om de USL W-League, het tweede nationale niveau van de USA. Ze kreeg een contract bij het Noorse Grand Bodø IK dat in de Toppserien uitkomt. In 2015 kwam ze terug naar de USA om voor Sky Blue FC te gaan keepen.

## Statistieken
| Seizoen | Club              | Land      | Competitie | Wedstrijden | Doelpunten |
| ------- | ----------------- | --------- | ---------- | ----------- | ---------- |
| 2014    | Grand Bodø        | Noorwegen | TOP        | 11          | 0          |
| 2015    | Sky Blue FC       | USA       | NWSL       | 1           | 0          |
| 2016    | Orlando Pride     | USA       | NWSL       | 1           | 0          |
| 2017    | Orlando Pride     | USA       | NWSL       | 11          | 0          |
| 2017/18 | Sydney FC         | Australië | W-League   | 9           | 0          |
| 2018    | Washington Spirit | USA       | NWSL       | 21          | 0          |
| 2018/19 | Sydney FC         | Australië | W-League   | 13          | 0          |
| 2019    | Washington Spirit | USA       | NWSL       | 24          | 0          |
| 2019/20 | Sydney FC         | Australië | W-League   | 14          | 0          |
| 2020    | Washington Spirit | USA       | NWSL       | 3           | 0          |
| 2021    | Washington Spirit | USA       | NWSL       | –           | 0          |
| Totaal  | Totaal            | Totaal    | Totaal     | 108         | 0          |

Laatste update: september 2020

## Interlands
In 2014 speelde Bledsoe met USA O23 op het vierlandentoernooi.